# Alexis de Tocqueville

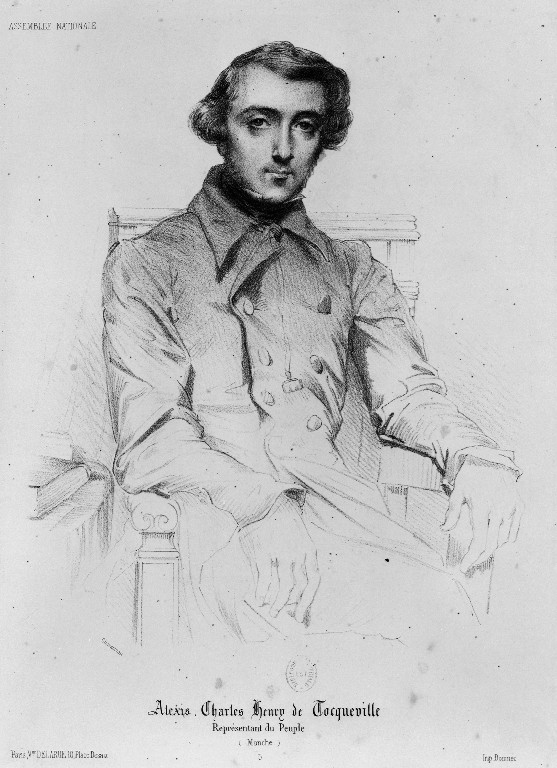
Afgebeeld als volksvertegenwoordiger. "Vrijheid is mijn grootste passie."

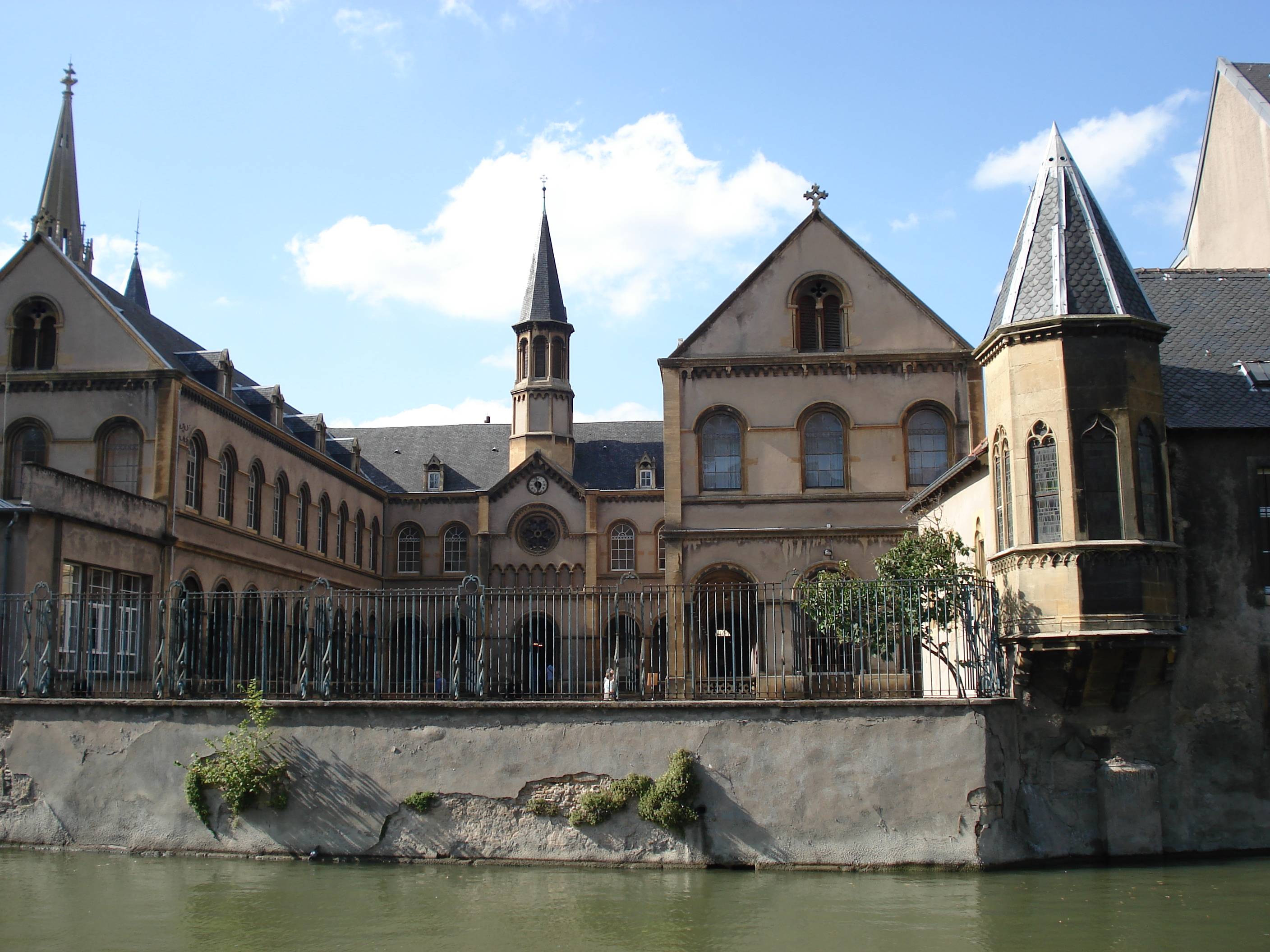
Fabert School in Metz, waar Tocqueville leerling was van 1817 tot 1823. Andere bekende leerlingen zijn Jean-Victor Poncelet, Robert Schuman en Joachim von Ribbentrop.

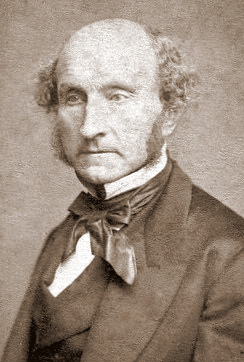
John Stuart Mill. Toen Tocqueville en zijn vriend Gustave de Beaumont in 1833 het rapport Du système pénitentiare aux États-Unis publiceerden, maakte Mill hen in Groot-Brittannië bekend.

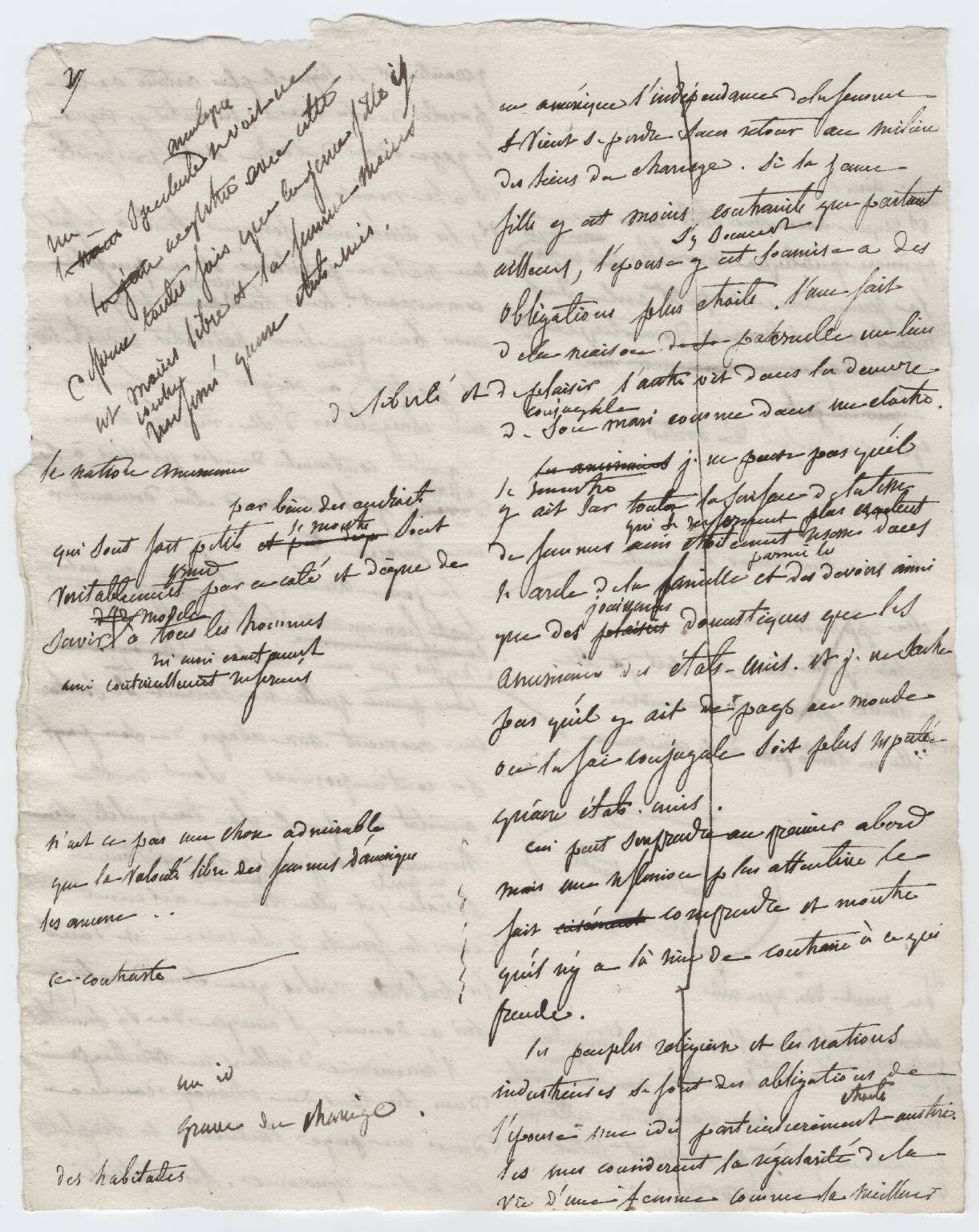
Bladzijde van het manuscript 'Democratie in Amerika. "Van alle nieuwe dingen die mijn aandacht trokken tijdens mijn verblijf in de VS, maakte niets zo’n sterke indruk op mij als de gelijkheid in leefomstandigheden", schrijft hij na zijn reis naar Amerika.

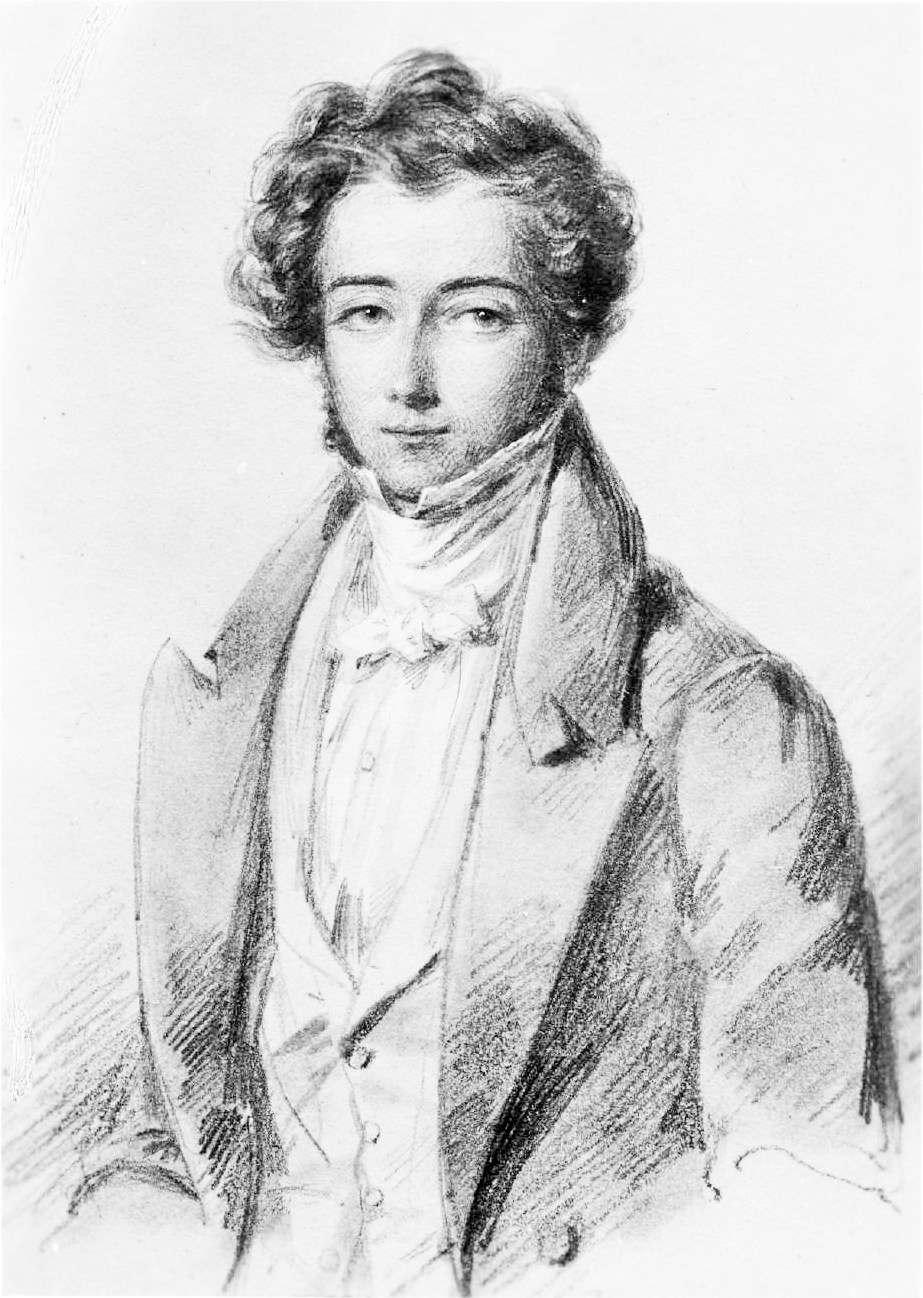
Tocqueville als jongeman. Auteur en datum onbekend

Alexis-Charles-Henri Clérel, burggraaf de Tocqueville (Verneuil-sur-Seine, 29 juli 1805 – Cannes, 16 april 1859) was een Frans aristocraat, politiek filosoof en socioloog, historicus en staatsman. Hij geldt als een belangrijk denker van het moderne politieke liberalisme.

## Familiegeschiedenis
Tocqueville kwam uit een oude Normandische adellijke en katholieke familie die meestreed in de Slag bij Hastings (1066) en leed onder de Franse Revolutie. Zijn overgrootvader aan moederszijde, Guillaume-Chrétien de Lamoignon de Malesherbes, verdedigde Lodewijk XVI en stierf onder de guillotine, samen met een reeks neven, nichten, ooms en tantes. Zijn ouders ontkwamen ternauwernood aan dit lot door de val van Robespierre in 1794. Zijn vader werd, volgens de overlevering, in gevangenschap in één nacht grijs. Napoleon Bonaparte, die de orde herstelde, was voor Tocqueville een megalomane usurpator en parvenu. Zijn familiegeschiedenis leek Tocqueville voor te bestemmen voor het restauratiekamp. Het waren echter de doctrinairen, de liberale royalisten die onder leiding van Pierre Paul Royer-Collard de monarchie wilden verzoenen met de Revolutie, die de jonge Alexis beïnvloedden. Hij begreep dat, ondanks alle ontsporingen, de democratie blijvend zou zijn en dat een terugkeer Frankrijk opnieuw in een orgie van geweld zou storten. Het doel dat hij zich stelde bij zijn Amerikaanse reis was het verdwijnen van de standen en het in goede banen leiden van de gelijkheid. Centraal stond voor hem de vraag hoe een democratie werkt en welke gevolgen ze heeft voor de samenleving.

## Vroege leven
Tocqueville studeerde rechten en werd in 1827 aangesteld als onderzoeksrechter in Versailles. De colleges van François Guizot wekten zijn interesse voor politiek. Met zijn vriend Gustave de Beaumont (1802-1866) bezocht hij in 1831 de Verenigde Staten om het gevangeniswezen en de samenleving er te bestuderen.
Frankrijk dacht na over een herziening van het gevangeniswezen en lonkte naar het Amerikaanse model. Beiden boden zich aan bij de minister van Binnenlandse Zaken en kregen een officieel mandaat maar geen budget. Op 2 april 1831 vertrokken ze uit Le Havre en toerden negen maanden rond in Noord-Amerika: ze bezochten bibliotheken en archieven, spraken hoogwaardigheidsbekleders, zwarte slaven en opgejaagde indianen, kwamen in salons en boshutten. Gustave voerde vaak de openhartige gesprekken terwijl Alexis alles in kladschriftjes noteerde.
Na een klein jaar keerden ze terug en publiceerden ze in 1833 het rapport Du système pénitentiare aux États-Unis, et de son application en France. In Frankrijk en de Verenigde Staten stapelden de lovende recensies zich op en in Groot-Brittannië gaf John Stuart Mill Tocqueville bekendheid. Beaumont publiceerde later Marie, ou l'esclavage aux États-Unis, een kritische beschouwing over de slavernij en rassenscheiding in Amerika. Tocqueville schreef in 1835 zijn hoofdwerk De la démocratie en Amérique. In 1840 volgde een tweede deel. Hierin vergelijkt hij het aristocratische, ongelijke en hiërarchische maatschappijtype met de door gelijkheid gekenmerkte democratie.
In augustus en september 1833 reisde Tocqueville naar Londen en naar Zuid-Engeland om de revolutionaire gevolgen van de politieke onrust te bestuderen. Hij maakte er kennis met de liberale graaf Radnor en Nassau Senior, een hoogleraar economie in Oxford. Nassau Senior maakte deel uit van een overheidscommissie die de armenwetgeving onderzocht. Radnor nam hem mee naar rechtszittingen van armenzaken. In 1835, even voor zijn dertigste, noteerde hij zijn bevindingen in zijn Mémoire sur le paupérisme als een voordracht voor het Koninklijk Academisch Genootschap van Cherbourg. Tocqueville zag hierin het pauperisme niet als een morele of economische kwestie, maar als een historisch, politiek probleem.

### Secundaire Franse literatuur

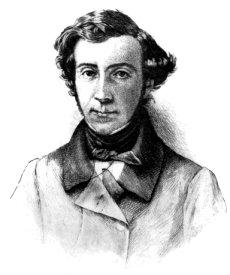
Fotogravure, 1899 uit Democracy In America

## Over de democratie
Tocqueville bewonderde de democratie vanwege de maatschappelijke gelijkheid voor allen. In de Verenigde Staten bestudeerde hij de gelijkheid in een maatschappij waar ze op dat moment het meest ontwikkeld was. Voor- en tegenstanders van de democratie volgden de Verenigde Staten met argusogen. Door heel de geschiedenis haalde die meestal een slechte pers. Zowel klassieke auteurs als verlichtingsdenkers stonden afwijzend tegenover het idee dat het volk zichzelf kon besturen. De Franse revolutie leek het gelijk van de sceptici te bewijzen: democratie ontaardde in anarchie en dictatuur. Desalniettemin herkende Alexis de Tocqueville in Europa een democratiseringsbeweging, een proces dat hij als onvermijdelijk beschouwde.
Hij waarschuwde voor de democratische schaduwzijden:
- Vrijheid en gelijkheid staan op gespannen voet met elkaar. Een te grote vrijheid gaat ten koste van de gelijkheid en andersom
- De tirannie van de meerderheid kan minderheden verdrukken waardoor die hun toevlucht zoeken in geweld
- De meerderheid kan hier eveneens het slachtoffer van worden door de neiging tot conformisme, centralisatie en de individualisering.

Wanneer ik denk aan de vorm die deze nieuwe tirannie zal aannemen, zie ik voor mij een massa van in alle opzichten gelijke mensen die rusteloos onbeduidende en banale genoegens najagen; die op zichzelf zijn teruggeplooid, die zich louter op hun gezin en een handvol kennissen richten en die zich van het bestaan van andere mensen nauwelijks bewust zijn, die nog slechts op zichzelf en voor zichzelf leven. Boven deze geïndividualiseerde massa troont een bevoogdend machtsapparaat dat over het wel en wee waakt, dat alles voorziet en alles regelt, maar dat de mensen in een staat van onmondigheid houdt. Het garandeert de burgers een veilig en welverzorgd bestaan, maar staat er op zelf uit te maken wat goed is voor hen. Zo zullen de mensen steeds minder gebruikmaken van hun eigen oordeelskracht; de individuele wilskracht zal zich op een steeds beperkter terrein laten terugdringen.
— uit Over de democratie in Amerika

Het idee dat een 'democratie zich democratisch kan opheffen' is terug te vinden in Tocquevilles werken, alsmede De Republiek van Plato. Om een absoluut en despotisch regime te vermijden, stelt Tocqueville maatregelen voor. Zo moet het bestuur niet volledig in handen van de overheid zijn, maar deels uitgevoerd worden door tijdelijk verkozen bestuursambtenaren. Vereniging van burgers, persvrijheid en onafhankelijke rechtspraak zijn belangrijk om te grote staatsmacht te voorkomen.

De overheid zal de samenleving in een net spannen van ingewikkelde, gedetailleerde en eenvormige verordeningen waardoor zelfs de meest originele en wilskrachtige geesten zullen worden gelijkgeschakeld. Men zal mensen tot niets dwingen, maar men zal zoveel belemmeringen aan de persoonlijke activiteiten opleggen, dat uiteindelijk elk initiatief uitdooft. Zonder op enigerlei wijze tiranniek te moeten optreden, worden mensen monddood en willoos gemaakt. De natie zal een kudde angstige en vlijtige schapen worden, met de overheid als zorgzame herder. Deze vorm van gereglementeerde en gemoedelijke slavernij komt tot stand in de schaduw van de volkssoevereiniteit.
— uit Over de democratie in Amerika

Op 2 maart 1839 werd hij als afgevaardigde voor het departement La Manche verkozen, om tot 1852 actief te blijven in de landelijke politiek, met herkiezingen in 1842 en 1846, maar ook nog in de Tweede Republiek. De staatsgreep van 2 december 1851 door de latere Napoleon III zou hem ertoe dwingen zijn zetel af te staan. Als politicus zou hij zich speciaal inzetten voor slavernij, waar hij overigens wenste dat vrijgelaten slaven géén grond kopen konden zodat zij in dienst bij hun vroegere meesters zouden blijven. Heel veel energie zou hij steken in de op de Ottomanen veroverde kolonie Algerije in 1830. Daarover hieronder meer.

## Gelijkheid van man en vrouw
Zelfs vrouwen gaan vaak naar politieke bijeenkomsten en zoeken, na de huishoudelijke beslommeringen, ontspanning in het luisteren naar politieke discussies. Voor hen vervangen politieke clubs tot op zekere hoogte zelfs het theater.
— uit Over de democratie in Amerika, boek I p. 265.

Zoals zoveel andere reizigers naar de Verenigde Staten stelt hij vast dat – in tegenstelling tot het Victoriaans Europa – vrouwen er belangrijk zijn, zowel in hun oordeel als in hun klachten. Als vroege chroniqueur van de vrouwenemancipatie laat hij zich met verbazing uit over de bewegingsvrijheid van meisjes en vrouwen en het feit dat ze ervaren reizigers zijn, in Louisiana kennen ze recht op briefgeheim en steken mannen met hun kunstkritieken naar de kroon. Echtparen beslissen er samen en mannen hebben er zelden een maîtresse.
Het beeld dat hij schetst zei niet alleen iets over de V.S., maar ook iets over wat men in Europa "normaal" vond.

Bij bijna alle protestantse naties zijn jonge meisjes oneindig meer baas over hun handelen dan bij katholieke volken. (...) In de Verenigde Staten gaan de doctrines van het protestantisme hand in hand met een zeer vrije grondwet en een zeer democratisch sociaal bestel, en nergens is het jonge meisje vroeger en meer aan zichzelf overgeleverd. Lang voordat de jonge Amerikaanse de huwbare leeftijd heeft bereikt, begint men haar beetje bij beetje te onttrekken aan het moederlijke toezicht. Nog voor ze volwassen is, denkt ze al zelfstandig, spreekt vrijelijk en handelt alleen. Haar wordt voortdurend het grote tafereel van de wereld voorgehouden. In plaats van haar het zicht erop te ontnemen, onthult men het haar dagelijks meer, en leert men haar het met vaste en rustige blik te aanschouwen. Zo worden de ondeugden en de gevaren van de samenleving al vroeg onthuld. Zij ziet ze duidelijk, beoordeelt ze zonder illusie en treedt ze onbevreesd tegemoet, want zij heeft het volste vertrouwen in haar krachten en haar vertrouwen lijkt te worden gedeeld door haar hele omgeving.
— uit Over de democratie in Amerika, boek II p. 635.

Even verder richt Tocqueville zijn pijlen op Frankrijk waar een "bijna kloosterlijke opvoeding" vrouwen verlegen en terughoudend maakt, "zoals ten tijde van de aristocratie, om hen dan plotseling zonder gids en steun los te laten te midden van de chaos. De Amerikanen zijn consequenter." De publieke vijandigheid richt zich in Europa onophoudelijk op de zwakheden van vrouwen, schrijft hij verder. Filosofen en staatslieden klagen over de losse vrouwelijke zeden en de literatuur suggereert het dagelijks. In Amerika daarentegen veronderstellen alle boeken dat vrouwen kuis zijn. Niemand vertelt er liefdesavonturen en de reden hiervoor ligt volgens Tocqueville in de gelijkheid.

In Amerika durft een jong meisje alleen en zonder vrees een lange reis te ondernemen. De wetgevers (...) bestraffen verkrachting met de doodstraf, en er is geen misdrijf dat door de publieke opinie onverbiddelijker wordt afgekeurd. (...) In Frankrijk, waar op hetzelfde misdrijf veel mildere straffen staan, is het vaak moeilijk een jury te vinden die een veroordeling uitspreekt.
— uit Over de democratie in Amerika, boek II p. 649.

## Waardering als socioloog
Een doorbreking van de bestaande maatschappelijke indeling sinds de middeleeuwen als gevolg van de Franse revolutie vormde de grondslag voor een nieuw waardeoordeel en een nieuw perspectief in de publicaties van Claude Henri de Saint-Simon. Deze maakte in 1814 een onderscheid tussen economisch actieve groepen, zoals fabrikanten, arbeiders, boeren, beoefenaars van wetenschap enerzijds en de maatschappelijk inerte groeperingen, adel en geestelijkheid anderzijds. De bijdragen van de actieve burgers waren meetbaar, feitelijk, ofwel positief. Verder op deze gedachte ging Auguste Comte, die de natuurwetenschappen als vertrekpunt nam om bij de wetenschap over mens en samenleving uit te komen. Een onderzoek, dat hij ‘sociologie’ noemde, naar het Griekse woord ‘logos’ voor kennis en het Latijnse ‘socius’ voor ‘metgezel’. Een begrip eerder gebruikt door een denker uit de tijd van de Franse revolutie, Emmanuel Joseph Sieyès. De meetbaarheid van menselijke gedragingen en hun mogelijkheid tot ontwikkeling werd rond 1835 door de Belgische astronoom, wiskundige en statisticus, Adolphe Quetelet, beschreven in een boek, waarin hij uitging van een ‘gemiddelde mens ‘. Het meer intuïtief herkennen van algemene patronen was al praktijk bij sommige denkers uit de Oudheid, Plato, Confucius en met name bij de Arabische Ibn Khaldun. Deze schreef in de veertiende eeuw een boek over de verschillen in geloof en samenleving door de tijd heen, die bij een beschrijving van de geschiedenis geanalyseerd moesten worden.
Toen De la Démocratie en Amérique tussen 1835 en 1840 in twee delen verscheen werd het veel gelezen, door de Franse lezers als ‘een weerbaar liberaal manifest tegen de dictatuur van het Second Empire’ en door de Amerikanen, van Democraat tot Republikein, tot op de dag van vandaag. ‘Links Amerika voelde zich gesteund door zijn inzicht in de afhankelijkheid van het individu, als onderdeel van een samenleving door consumptie geleid. Liberaal Amerika vond bevestiging in zijn waarneming dat de natie ook in crisistijd zijn geestelijke eenheid had bewaard als een land met een puriteinse, ondernemingsgezinde, liberale traditie’. En zijn werk vond vooral lezers door de duidelijkheid en briljante stijl. Arnold Heumakers schreef daarover : ‘geschreven in een adembenemend eenvoudige maar hoogst doeltreffende stijl, een mijlpaal.‘ Elke Franse en Amerikaanse scholier krijgt het werk voorgeschoteld en veel naoorlogse Amerikaanse en Franse presidenten hebben hem geciteerd. Maar ook historici, sociologen en politicologen raakten gefascineerd door zijn verrassende analyses. In 2012 werd een nieuwe Nederlandse vertaling door de Volkskrant tot boek van het jaar uitgeroepen.
Voor zijn onderzoek verzamelde Tocqueville gegevens met een vooropgezet doel. Hij ging uit van intuïtieve concepten, die na het uitwerken van informatie geleidelijk kristalliseerden tot een algemeen beeld. Zijn methode was ‘… door het mechanisme van instellingen en van de massa van kleine dagelijkse feiten heendringen om een ‘un état général des faits’ te kunnen geven. ’De schrijver was zich steeds bewust geen wetten te willen formuleren, soms zou hij zich zelf tegenspreken, maar zijn opmerkingen zouden zich samentrekken op de herkenning van een cultuurpatroon, of zoals hij die noemde een ‘état général’. Peter Buiks stelde in zijn sociologische studie over de auteur: ‘Het denken van Tocqueville is wezenlijk multidisciplinair; de sociologische ‘laag’ is overal manifest en vormt regelmatig de grondslag van zijn analyses.’
De sterke drijfveren die Tocqueville in de geschiedenis waarneemt, zijn niet eenduidig. Hij onderkent een ambivalentie, enerzijds een bevrijding door de democratie, anderzijds de kans op verslaving als onderdeeltje van de staat. Maar de toename van de democratie is een macht uit zich zelf. ‘alle gebeurtenissen en alle mensen hebben aan zijn ontwikkeling bijgedragen. Zou het wijs zijn te geloven dat een maatschappelijke beweging die van zover komt door een generatie opgeschoven zou kunnen worden?’.

## Latere loopbaan
In 1841 werd Tocqueville verkozen als lid van de Académie française. Als gedeputeerde zou hij Algerije twee keer bezoeken, sinds 1830 kolonie van Frankrijk. Daarover schreef hij een tweetal uiterst belangwekkende documenten, Sur l'Algérie uit 1841 en Rapports sur l'Algérie uit 1847. Hierin komt een heel andere persoon naar voren, die pas vrij recent aan het licht gekomen is, al was het maar dat het eerste document pas in 1962 voor het eerst gepubliceerd werd. Vooraleerst vond de liberale democraat dat Algerije behouden moest blijven, in het licht van die tijd enigszins te begrijpen. Minder begrijpelijk en in tegenspraak met de wijze waarop hij geportretteerd wordt is zijn mening dat het oorlogsrecht de Fransen als het ware zou autoriseren om het land te ruïneren (je crois que le droit de la guerre nous autorise à ravager le pays) en dat met de bevolking erbij (en faisant de ces incursions rapides qu'on nomme razzias). Onverbloemd betoont hij zich hier van een imperialistische kant. De reden grote militaire expedities noodzakelijk te achten lag erin besloten 'alles te vernietigen wat enigszins op meervoudig permanente bewoning lijkt' (pour détruite tout qui ressemble à une agrégation permanente de population). Wel zou hij gedurende zijn Kamerlidschap (van 1839 tot 1852) op 27 januari 1848 waarschuwingen uitten over de alarmerende leefomstandigheden van de arbeidersklasse. Ook voorzag hij de Februarirevolutie die een einde aan de Julimonarchie maken zou. ‘Wij slapen op een vulkaan’ riep hij. De assemblee protesteerde even en dommelde in tot op 24 februari 1848 de vulkaan barstte. Koning Lodewijk Filips trad af en vluchtte. Het jaar daarop was hij kort minister van Buitenlandse Zaken in de regering van Camille Odilon Barrot. Hij had bezwaren tegen de staatsgreep van 2 december 1851 door Lodewijk Napoleon en als gevolg daarvan zat hij enige tijd gevangen. Hij stapte daarna uit de politiek en schreef over de oorzaken en gevolgen van de Franse Revolutie in L'Ancien Régime et la Révolution in 1856. Het werd zijn tweede hoofdwerk dat hij niet voltooide, waarin hij de overgang van het absolutisme naar de democratie bestudeert.

## Na zijn dood
Tocqueville stierf op 16 april 1859 aan tuberculose in Cannes.
- Tocqueville voorspelde een bipolaire wereld, met de dominantie van Rusland en Amerika. Hij stelde dat Amerika niets te vrezen had van revoluties, met uitzondering van de rassenstrijd.
- Op 25 april 2005 werd een medaille in taille-douce uitgegeven ter herdenking van zijn tweehonderdste geboortedag. Het ontwerp en de gravure zijn van Yves Beaujard.[8]